# فريندشيب (مين)
فريندشيب (بالإنجليزية: Friendship, Maine)‏ هي بلدة أمريكية تقع في الولايات المتحدة في Knox County. يقدر عدد سكانها بـ 1,152 نسمة ومساحتها 81.25 كم2 و وترتفع عن سطح البحر 6 متر.

## التركيبة السكانية
قام مكتب تعداد الولايات المتحدة بتحديد بيانات التركيبة السكانية لفريندشيب في تعداد الولايات المتحدة. في ما يلي، التركيبة السكانية حسب تعدادي 2000 و2010.

### تعداد عام 2000
بلغ عدد سكان فريندشيب 1,204 نسمة بحسب تعداد عام 2000، وبلغ عدد الأسر 508 أسرة وعدد العائلات 354 عائلة مقيمة في البلدة. في حين سجلت الكثافة السكانية 85.9 نسمة لكل ميل مربع (33.2/كم2). وبلغ عدد الوحدات السكنية 849 وحدة بمتوسط كثافة قدره 60.5 نسمة لكل ميل مربع (23.4/كم2).
وتوزع التركيب العرقي للبلدة بنسبة 99.34% من البيض و 0.42% من عرقين مختلطين أو أكثر.
```
وبلغ متوسط حجم الأسرة المعيشية 2.76، أما متوسط حجم العائلات فبلغ 2.37.
```

بلغ العمر الوسطي للسكان 43 عاماً. وكانت نسبة 20.9% من القاطنين تحت سن الثامنة عشر، وكانت نسبة 6.9% بين الثامنة عشر والأربعة وعشرون عاماً، ونسبة 26.2% كانت واقعةً في الفئة العمرية ما بين الخامسة والعشرون حتى والأربعة وأربعون عاماً، ونسبة 26.3% كانت ما بين الخامسة والأربعون حتى الرابعة والستون، ونسبة 19.7% كانت ضمن فئة الخامسة والستون عاماً فما فوق. يوجد لكل 100 أنثى 97.7 ذكر، ويوجد لكل 100 أنثى في الثامنة عشر من عمرها فما فوق 97.5 ذكر.
بلغ متوسط دخل الأسرة في البلدة 39,348 دولار، أما متوسط دخل العائلة فبلغ 41,648 دولار. وكان متوسط دخل الذكور 29,605 دولار مقابل 19,000 دولار للإناث. وسجل دخل الفرد الخاص بالبلدة 20,409 دولار. وكانت نسبة 8.3% من العائلات ونسبة 11.0% من السكان تحت خط الفقر، وكان من هؤلاء نسبة 16.7% تحت سن الثامنة عشر ونسبة 11.0% في الخامسة والستين من العمر وما فوق.

### تعداد عام 2010
بلغ عدد سكان فريندشيب 1,152 نسمة بحسب تعداد عام 2010، وبلغ عدد الأسر 508 أسرة وعدد العائلات 352 عائلة مقيمة في البلدة. في حين سجلت الكثافة السكانية 81.7 نسمة لكل ميل مربع (31.5/كم2). وبلغ عدد الوحدات السكنية 896 وحدة بمتوسط كثافة قدره 63.5 لكل ميل مربع (24.5/كم2).
وتوزع التركيب العرقي للبلدة بنسبة 99.2% من البيض و 0.2% من الأمريكيين ذوي الأصول الآسيوية و 0.3% من عرقين مختلطين أو أكثر.
بلغ عدد الأسر 508 أسرة كانت نسبة 21.3% منها لديها أطفال تحت سن الثامنة عشر تعيش معهم، وبلغت نسبة الأزواج القاطنين مع بعضهم البعض 56.7% من أصل المجموع الكلي للأسر، ونسبة 7.9% من الأسر كان لديها معيلات من الإناث دون وجود شريك، بينما كانت نسبة 4.7% من الأسر لديها معيلون من الذكور دون وجود شريكة وكانت نسبة 30.7% من غير العائلات. تألفت نسبة 24.2% من أصل جميع الأسر من أفراد ونسبة 11.2% كانوا يعيش معهم شخص وحيد يبلغ من العمر 65 عاماً فما فوق. وبلغ متوسط حجم الأسرة المعيشية 2.66، أما متوسط حجم العائلات فبلغ 2.27.
بلغ العمر الوسطي للسكان 50.1 عاماً. وكانت نسبة 17.2% من القاطنين تحت سن الثامنة عشر، وكانت نسبة 7% بين الثامنة عشر والأربعة وعشرون عاماً، ونسبة 18.7% كانت واقعةً في الفئة العمرية ما بين الخامسة والعشرون حتى والأربعة وأربعون عاماً، ونسبة 31.7% كانت ما بين الخامسة والأربعون حتى الرابعة والستون، ونسبة 25.3% كانت ضمن فئة الخامسة والستون عاماً فما فوق. وتوزع التركيب الجنسي للسكان بنسبة 50.4% ذكور و49.6% إناث.